# Tomomitsu Kobayashi
Tomomitsu Kobayashi (japanisch 小林 智光 Kobayashi Tomomitsu; * 30. Mai 1995 in der Präfektur Yamanashi) ist ein ehemaliger japanischer Fußballspieler.

## Karriere
Kobayashi erlernte das Fußballspielen in der Schulmannschaft der Yamanashi Gakuin University High School und der Universitätsmannschaft der Yamanashi-Gakuin-Universität. Seinen ersten Vertrag unterschrieb er 2018 beim Drittligisten Gainare Tottori. Bei dem Verein, der in der Präfektur Tottori beheimatet ist, stand er bis Saisonende 2020 unter Vertrag. Für Tottori stand er 38-mal in der dritten Liga auf dem Spielfeld.
Am 1. Februar 2021 beendete Tomomitsu Kobayashi seine Karriere als Fußballspieler.